# Danh sách tiểu hành tinh: 30001–31000
| Tên                                                  | Tên đầu tiên                                         | Ngày phát hiện                                       | Nơi phát hiện                                        | Người phát hiện                                      |                                                      |                                                      |                                                      |                                                      |                                                      |                                                      |                                                      |                                                      |                                                      |                                                      |                                                      |                                                      |                                                      |                                                      |                                                      |                                                      |                                                      |                                                      |                                                      |                                                      |                                                      |                                                      |                                                      |                                                      |                                                      |                                                      |                                                      |                                                      |                                                      |                                                      |                                                      |                                                      |                                                      |                                                      |                                                      |                                                      |                                                      |                                                      |                                                      |                                                      |                                                      |                                                      |                                                      |                                                      |                                                      |
| 30001–30100 Danh sách các tiểu hành tinh/30001–30100 | 30001–30100 Danh sách các tiểu hành tinh/30001–30100 | 30001–30100 Danh sách các tiểu hành tinh/30001–30100 | 30001–30100 Danh sách các tiểu hành tinh/30001–30100 | 30001–30100 Danh sách các tiểu hành tinh/30001–30100 | 30101–30200 Danh sách các tiểu hành tinh/30101–30200 | 30101–30200 Danh sách các tiểu hành tinh/30101–30200 | 30101–30200 Danh sách các tiểu hành tinh/30101–30200 | 30101–30200 Danh sách các tiểu hành tinh/30101–30200 | 30101–30200 Danh sách các tiểu hành tinh/30101–30200 | 30201–30300 Danh sách các tiểu hành tinh/30201–30300 | 30201–30300 Danh sách các tiểu hành tinh/30201–30300 | 30201–30300 Danh sách các tiểu hành tinh/30201–30300 | 30201–30300 Danh sách các tiểu hành tinh/30201–30300 | 30201–30300 Danh sách các tiểu hành tinh/30201–30300 | 30301–30400 Danh sách các tiểu hành tinh/30301–30400 | 30301–30400 Danh sách các tiểu hành tinh/30301–30400 | 30301–30400 Danh sách các tiểu hành tinh/30301–30400 | 30301–30400 Danh sách các tiểu hành tinh/30301–30400 | 30301–30400 Danh sách các tiểu hành tinh/30301–30400 | 30401–30500 Danh sách các tiểu hành tinh/30401–30500 | 30401–30500 Danh sách các tiểu hành tinh/30401–30500 | 30401–30500 Danh sách các tiểu hành tinh/30401–30500 | 30401–30500 Danh sách các tiểu hành tinh/30401–30500 | 30401–30500 Danh sách các tiểu hành tinh/30401–30500 | 30501–30600 Danh sách các tiểu hành tinh/30501–30600 | 30501–30600 Danh sách các tiểu hành tinh/30501–30600 | 30501–30600 Danh sách các tiểu hành tinh/30501–30600 | 30501–30600 Danh sách các tiểu hành tinh/30501–30600 | 30501–30600 Danh sách các tiểu hành tinh/30501–30600 | 30601–30700 Danh sách các tiểu hành tinh/30601–30700 | 30601–30700 Danh sách các tiểu hành tinh/30601–30700 | 30601–30700 Danh sách các tiểu hành tinh/30601–30700 | 30601–30700 Danh sách các tiểu hành tinh/30601–30700 | 30601–30700 Danh sách các tiểu hành tinh/30601–30700 | 30701–30800 Danh sách các tiểu hành tinh/30701–30800 | 30701–30800 Danh sách các tiểu hành tinh/30701–30800 | 30701–30800 Danh sách các tiểu hành tinh/30701–30800 | 30701–30800 Danh sách các tiểu hành tinh/30701–30800 | 30701–30800 Danh sách các tiểu hành tinh/30701–30800 | 30801–30900 Danh sách các tiểu hành tinh/30801–30900 | 30801–30900 Danh sách các tiểu hành tinh/30801–30900 | 30801–30900 Danh sách các tiểu hành tinh/30801–30900 | 30801–30900 Danh sách các tiểu hành tinh/30801–30900 | 30801–30900 Danh sách các tiểu hành tinh/30801–30900 | 30901–31000 Danh sách các tiểu hành tinh/30901–31000 | 30901–31000 Danh sách các tiểu hành tinh/30901–31000 | 30901–31000 Danh sách các tiểu hành tinh/30901–31000 | 30901–31000 Danh sách các tiểu hành tinh/30901–31000 | 30901–31000 Danh sách các tiểu hành tinh/30901–31000 |
| ---------------------------------------------------- | ---------------------------------------------------- | ---------------------------------------------------- | ---------------------------------------------------- | ---------------------------------------------------- | ---------------------------------------------------- | ---------------------------------------------------- | ---------------------------------------------------- | ---------------------------------------------------- | ---------------------------------------------------- | ---------------------------------------------------- | ---------------------------------------------------- | ---------------------------------------------------- | ---------------------------------------------------- | ---------------------------------------------------- | ---------------------------------------------------- | ---------------------------------------------------- | ---------------------------------------------------- | ---------------------------------------------------- | ---------------------------------------------------- | ---------------------------------------------------- | ---------------------------------------------------- | ---------------------------------------------------- | ---------------------------------------------------- | ---------------------------------------------------- | ---------------------------------------------------- | ---------------------------------------------------- | ---------------------------------------------------- | ---------------------------------------------------- | ---------------------------------------------------- | ---------------------------------------------------- | ---------------------------------------------------- | ---------------------------------------------------- | ---------------------------------------------------- | ---------------------------------------------------- | ---------------------------------------------------- | ---------------------------------------------------- | ---------------------------------------------------- | ---------------------------------------------------- | ---------------------------------------------------- | ---------------------------------------------------- | ---------------------------------------------------- | ---------------------------------------------------- | ---------------------------------------------------- | ---------------------------------------------------- | ---------------------------------------------------- | ---------------------------------------------------- | ---------------------------------------------------- | ---------------------------------------------------- | ---------------------------------------------------- |